# Квалификације за Конкакафов шампионат 1971.
У квалификацијама за Конкакафов шампионат 1971. укупно је учествовало 14 тимова. Костарика, актуелни Конкакафов шампион, и Тринидад и Тобаго, домаћин шампионата, аутоматски су се квалификовали. Преосталих 12 репрезентација подељено је у три зоне: карипску, централноамеричку и северноамеричку.
Карипску зону је чинило шест земаља и била је подељена у два кола.  У првом колу, три пара у две утакмице одређују учеснике другог кола. У другом колу, три победника првог кола свако са сваким одређују носиоца.
Централноамеричку зону чиниле су четири земље. У првом колу, два пара у два меча одређују финалисте. У другом колу, два тима у две утакмице одређују носиоца.
У северноамеричкој зони биле су две земље, које у две утакмице одређују носиоца.

## Карипска зона

### Прво коло
| Суринам | 4:1 | Гвајана |
| ------- | --- | ------- |
|         |     |         |

| Гвајана | 2:3 (3:7) | Суринам |
| ------- | --------- | ------- |
|         |           |         |

| Јамајка | 0:1 | Куба |
| ------- | --- | ---- |
|         |     |      |

| Куба | 0:0 (1:0) | Јамајка |
| ---- | --------- | ------- |
|      |           |         |

| Хаити | : | Холандски Антили |
| ----- | - | ---------------- |
|       |   |                  |

Холандски Антили су одустали. Хаити се квалификовао за следеће коло.

### Друго коло
Куба и Суринам су одбили да се састану са Хаитијем у финалном делу. Конкакаф је одлучио да места на финалном турниру додели Хаитију и Куби.

## Централноамеричка зона

### Прво коло
| Салвадор | 3:2 | Никарагва |
| -------- | --- | --------- |
|          |     |           |

| Никарагва | 0:1 (2:4) | Салвадор |
| --------- | --------- | -------- |
|           |           |          |

| Хондурас | 1:0 | Гватемала |
| -------- | --- | --------- |
|          |     |           |

| Гватемала | 1:1 (1:2) | Хондурас |
| --------- | --------- | -------- |
|           |           |          |

### Друго коло
| Хондурас | : | Салвадор |
| -------- | - | -------- |
|          |   |          |

Салвадор се повукао са турнира због Фудбалског рата. Хондурас је ишао даље.

## Северноамеричка зона
| Бермуди | 0:2 | Мексико |
| ------- | --- | ------- |
|         |     |         |

| Мексико                                                | 4:0 (6:0) | Бермуди |
| ------------------------------------------------------ | --------- | ------- |
| Енрике Борха 7’ · Веларде 40’ 60’ · Хорсацио Лопез 75’ |           |         |